# آنتونیو آرنا
آنتونیو آرنا (انگلیسی: Antonio Arena؛ زادهٔ ۱۰ فوریهٔ ۲۰۰۹) بازیکن فوتبال است که در حال حاضر برای آ.اس. رم در پست مهاجم بازی می‌کند.
وی همچنین در تیم‌های ملی فوتبال زیر ۱۶ سال استرالیا، زیر ۱۶ سال و زیر ۱۷ سال ایتالیا بازی کرده است.

## دوران باشگاهی
آرنا از محصولات آکادمی‌های فوتبال استرالیا یعنی M&U Football Academy و وسترن سیدنی واندررز بود، پیش از آن‌که در سال ۲۰۲۲ به پسکارا بپیوندد تا روند رشدش را تکمیل کند. در ۱۵ فوریهٔ ۲۰۲۵، او نخستین قرارداد حرفه‌ای‌اش را تا سال ۲۰۲۸ امضا کرد. او نخستین بازی بزرگسالان و حرفه‌ای‌اش را با پیراهن پسکارا در پیروزی ۴–۱ در سری C برابر لوچزه انجام داد و گل چهارم تیمش را به ثمر رساند. در سن ۱۶ سال و ۲۵ روزگی، او نخستین بازیکن متولد ۲۰۰۹ شد که در فوتبال حرفه‌ای ایتالیا گل‌زنی می‌کند و همچنین جوان‌ترین گل‌زن تاریخ باشگاه پسکارا شد، رکوردی که پیش‌تر در اختیار مارکو وراتی بود.
در ۲۳ ژوئیهٔ ۲۰۲۵، آرنا با باشگاه سری آ یعنی رم قرارداد بست.

## دوران ملی
آرنا در استرالیا زاده شد و از طریق پدربزرگ و مادربزرگش که اهل رجیو کالابریا بودند، اصالت ایتالیایی دارد. او دارای تابعیت دوگانهٔ استرالیایی-ایتالیایی است. او در ۱۶ آوریل ۲۰۲۴ نخستین بازی‌اش را برای تیم زیر ۱۶ سال استرالیا در پیروزی دوستانهٔ ۴–۳ برابر تیم زیر ۱۶ سال سوئیس انجام داد. در ژانویهٔ ۲۰۲۵، او به تیم زیر ۱۶ سال ایتالیا برای مجموعه‌ای از بازی‌های دوستانه دعوت شد.